# Teoria de jocs combinatòria

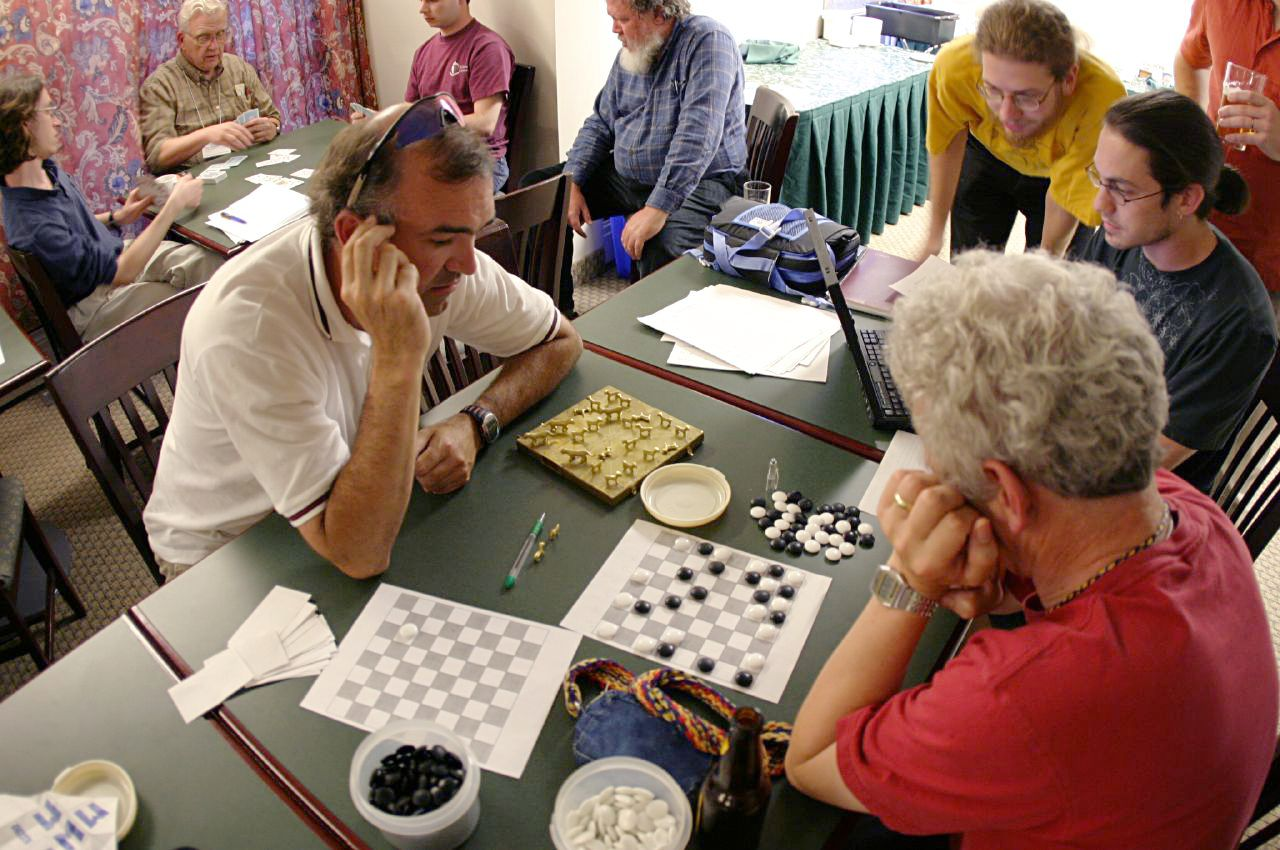
Matemàtics jugant a Konane durant un taller de teoria de jocs combinatòria

La teoria de jocs combinatòria és la teoria matemàtica que estudia jocs per a dos jugadors amb un nombre de posicions definides finites, que els jugadors poden anar canviant, i amb informació perfecta, és a dir, que la posició en tot moment del joc és coneguda per ambdós jugadors. La teoria de jocs combinatòria no estudia jocs d'atzar o amb informació imperfecta, com ara el pòquer, i es limita a jocs com els escacs, les dames, el Go, l'Hex o el tres en ratlla.
L'objectiu principal de la teoria de jocs combinatòria és resoldre qualsevol joc del tipus considerat, és a dir, determinar quin és el resultat suposant sempre jugadors perfectes, jugadors que en tot moment realitzen la millor jugada possible. El resultat del joc pot ser: o bé guanya el primer jugador, o bé guanya el segon jugador o bé hi ha un empat. A la pràctica aquest objectiu és extremadament difícil excepte per als jocs més simples, com ara el tres en ratlla.
La teoria de jocs combinatòria no s'ha de confondre amb la teoria de jocs, molt més general i que inclou situacions en què es produeix cooperació i competició i considera jocs d'atzar, jocs d'informació imperfecta i jocs en què els jugadors actuen simultàniament. La teoria de jocs combinatòria es redueix a l'estudi del tipus de jocs esmentats, mentre que la teoria de jocs s'aplica a simulacions de situacions de presa de decisió de la vida real.